# 880-е годы
880-е (восемьсо́т восьмидеся́тые) го́ды по юлианскому календарю — промежуток времени с 1 января 880 года по 31 декабря 889 года, включающий 880 год 8-го десятилетия   и с 881 по 889 годы    9-го десятилетия IX века 1-го тысячелетия.  Они закончились 1136 лет назад.

## Важнейшие события
- Киевская Русь (882—1240); Олег Вещий — великий князь Киевский с 882 года[1].
- Арабский халифат и Византийская империя признают независимость Армянского царства (885 год).
- Осада Парижа викингами (885—886).
- 886 — Альфред Великий, король Уэссекса, захватил Лондон.

## Значимые люди
- Альфред Великий.
- Василий I.
- Карл III Толстый.